# Stephanie Forrest
Stephanie Forrest (1952) è un'ex sciatrice alpina statunitense.

## Biografia
Sciatrice polivalente originaria di Bellingham, la Forrest vinse il titolo nazionale statunitense nella discesa libera e nella combinata nel 1972; in Coppa del Mondo esordì il 19 febbraio 1972 a Banff in slalom gigante (23ª) e ottenne il miglior risultato, nonché ultimo piazzamento agonistico, il 3 marzo seguente a Heavenly Valley in slalom speciale (14ª). Non prese parte a rassegne olimpiche o iridate.

## Palmarès

### Can-Am Cup
- Vincitrice della classifica di discesa libera nel 1972[senza fonte]

### Campionati statunitensi
- 2 ori (discesa libera[1], combinata[2] nel 1972)